# Nou Castàlia
L'estadi del Nou Castàlia és un camp de futbol de la ciutat de Castelló de la Plana, actual camp del CE Castelló. Inaugurat l'any 1987, compta amb unes dimensions de 102x70 metres i una capacitat de 16.000 espectadors.
Fou la temporada 1980/81, amb l'ascens del CE Castelló a primera divisió, quan es va fer patent la necessitat d'un nou estadi per a Castelló. I prenent com a model el Mini Estadi del FC Barcelona, el 7 de juny de 1987, s'inaugurà el Nou Estadi Castàlia en un partit davant l'Atlètic de Madrid.

## Història
Anteriorment, l'equip, albinegre jugava en el camp del Sequiol, amb capacitat per a uns 6.000 espectadors, però amb l'ascens del CE Castelló a primera divisió al maig de 1941, les autoritats van pensar a construir un nou estadi de futbol, atès que les velles graderies del camp del Sequiol potser no resistiren la quantitat de gent que s'aglutinaria per a veure als FC Barcelona, Reial Madrid o València CF.

### Inauguració
El 4 de novembre de 1945 es va inaugurar brillantment el nou i flamant recinte esportiu de Castelló: l'Estadi Castàlia.
Al matí es va produir la benedicció a càrrec de l'Arxipreste, estant presents el Delegat Nacional d'Esports Sr. Moscardó i el president de la Federació Espanyola de futbol, Sr. Barroso, entre altres personalitats. Va haver una missa de campanya i diversos parlaments que va iniciar l'alcalde de la ciutat, Benjamí Fabregat. Durant dues hores es van celebrar diverses exhibicions gimnàstiques a càrrec de la Secció Femenina i del Front de Joventuts.Ja a la tarda, es va celebrar el partit de futbol entre l'Atlético Aviación i el CE Castelló, vencent els albinegres per 2-1. Les alineacions van ser les següents:
CE Castelló: Higinio, Mauri, Martínez, Esteban, Arnau, Santolaria, Torres, Soria, Basilio, Ricart i Pizá.
Atlético Aviación: Pérez, Cobo, Aparicio, Gabilondo, Mencía, Farias, Taltavull, Juncosa, Campos i Vázquez.
El primer gol marcat en Castàlia va ser obra del jugador albinegre Juanito Sòria.

### Dels 80 fins a l'actualitat
Quan la temporada 1980-81 el Club Esportiu Castelló va ascendir a primera divisió, l'afició va demanar a veus un nou camp que estiguera d'acord amb les necessitats d'una ciutat amb un club en la màxima categoria del futbol. Es va fer famós el crit de: "Volem camp!, Volem camp!".
Antonio Sales va aconseguir uns estupends solars, però a causa de les escasses ajudes rebudes, no es va poder consumar el projecte. Per altra banda també es va pensar que la situació no era la idònia, puix a Castàlia anava la majoria dels afeccionats a peu i al nou camp haurien de desplaçar-se amb cotxe a causa de la llunyania dels terrenys respecte a la ciutat. Van transcórrer els anys i els terrenys adquirits van passar a les mans de l'Ajuntament, ja que allí no s'havia construït cap estadi.
la temporada 1985-86 el Club Esportiu Castelló es trobava lluitant per ascendir a primera divisió al costat del Reial Múrcia, Mallorca, Elx i Sabadell. Amb motiu d'un partit en el Mini Estadi de Barcelona al que es van desplaçar molts afeccionats albinegres, el pensament va ser unànime en reconèixer a l'estadi blaugrana com un bon model per a un futur estadi castellonenc, i així es va fer.
Prenent com a model el Mini Estadi del FC Barcelona, i pensant a triar l'orientació del nou estadi (la majoria d'estadis estan orientats Nord-Sud i el vell Castàlia ho estava Est-Oest), van començar les obres el 5 d'agost de 1986. El nou estadi havia d'estar construït en 10 mesos i el pressupost era de 350 milions de pessetes, a sufragar entre la Generalitat Valenciana, l'Ajuntament de Castelló i la Diputació de Castelló.
L'arquitecte va ser Joaquín Tirado i l'empresa encarregada de la seua construcció va ser Huarte i Cia. La similitud amb el miniestadi blaugrana no va ser total, atès que pel nord es xocava amb la piscina coberta i pel sud amb el carrer Osca, però el model és molt semblant. Dels 350 milions pressupostats es va passar a 500, ja que es van introduir millores en nombrosos aspectes de l'estadi com les torres de llum i les butaques blanques i negres, que en el projecte inicial no constaven (en la maqueta que encara es conserva no estan).
Per fi, el 17 de juny de 1987, es va inaugurar el nou estadi albinegre, amb una sèrie d'actes com l'actuació de Danses de Castelló i Colla de Dolçainers, imposició de la insígnia d'Or i brillants al batlle de la ciutat, Antonio Tirado (que va ser un dels màxims impulsors del projecte), presència dels jugadors que van inaugurar el vell estadi Castàlia, un espectacle de focs artificials i un partit entre el Castelló i l'Atlètic de Madrid. El primer gol albinegre el va aconseguir el iugoslau Zlatan, futbolista que va arribar a mitjan temporada com a reforç.

### Ampliacions
L'estadi va ser inaugurat amb una capacitat per a 15.000 localitats (tots asseguts). La temporada 1988/89, un altre ascens a Primera Divisió incrementà la capacitat fins a 18.000 espectadors.
Posteriorment es dugué a terme altra reforma el 1996, per motiu d'un encontre internacional de la selecció espanyola sub-21 a l'estadi Castàlia, fixà la capacitat en la xifra de 14.485 espectadors. Després d'unes remodelacions l'any 2005, la capacitat actual de l'estadi és de 16.000 espectadors.